# Beaudéan
Beaudéan (okzitanisch: Beudian) ist eine französische Gemeinde im Département Hautes-Pyrénées in der Region Okzitanien (vor 2016: Midi-Pyrénées). Sie gehört zum Arrondissement Bagnères-de-Bigorre und zum Kanton La Haute-Bigorre. Sie hat 392 Einwohner (Stand: 1. Januar 2022), die Beaudéannais genannt werden.

## Geografie
Beaudéan liegt in der historischen Region Bigorre am Fluss Adour. Umgeben wird Beaudéan von den Nachbargemeinden Asté im Norden und Nordosten, Campan im Osten sowie Bagnères-de-Bigorre im Süden und Westen.

## Bevölkerungsentwicklung
| Jahr                       | 1962 | 1968 | 1975 | 1982 | 1990 | 1999 | 2006 | 2018 |
| Einwohner                  | 453  | 472  | 378  | 354  | 410  | 378  | 389  | 399  |
| Quellen: Cassini und INSEE |      |      |      |      |      |      |      |      |

## Sehenswürdigkeiten
- Kirche Saint-Martin aus dem 15./16. Jahrhundert, Monument historique

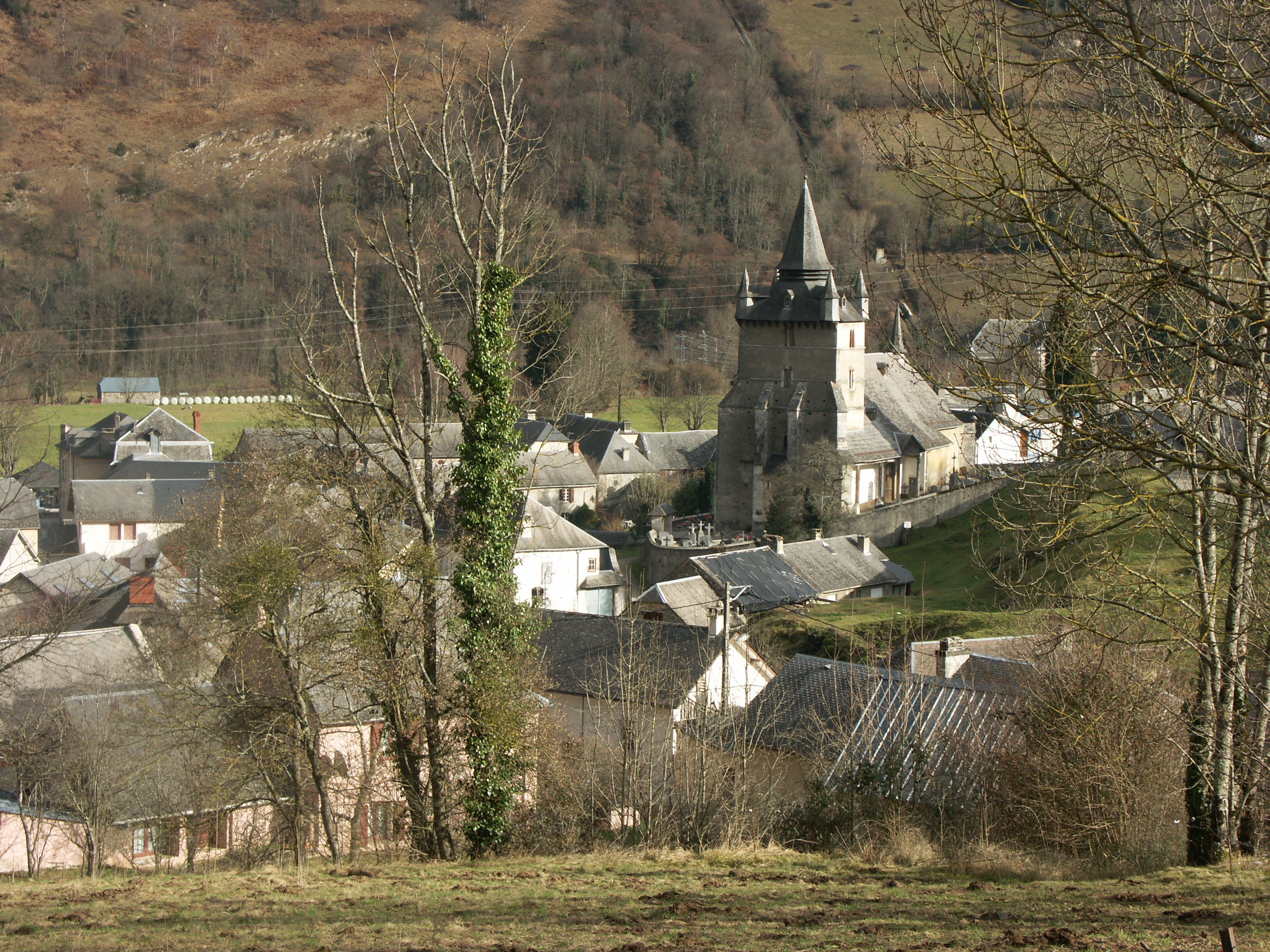
Kirche Saint-Martin

- Museum Larrey

## Persönlichkeiten
- Dominique Jean Larrey (1766–1842), Feldscher (Militärarzt) unter Napoleon